# Rosemarie Scherberger
Rosemarie „Romy” Scherberger z domu Weiß (ur. 19 lipca 1935 we Fryburgu Bryzgowijskim, zm. 20 lipca 2016 tamże) – niemiecka florecistka reprezentująca RFN, brązowa medalistka igrzysk olimpijskich i mistrzostw świata. 
Na igrzyskach olimpijskich w Rzymie w 1960 roku była czwarta drużynowo, a w zawodach indywidualnych odpadła w pierwszej rundzie. Na rozgrywanych cztery lata później igrzyskach olimpijskich w Tokio razem z Heidi Schmid, Helgą Mees i Gudrun Theuerkauff zdobyła brązowy medal w zawodach drużynowych. W rywalizacji indywidualnej tym razem odpadła w ćwierćfinałach.
Na mistrzostwach świata w Budapeszcie w 1959 – w barwach Niemiec Zachodnich – wspólnie z Helmi Höhle, Helgą Volz-Mees i Heidi Schmid zdobyła brąz w drużynie.